# PyMOL
PyMOL er et open source, brugersponsoreret molekylvisningssystem skabet af Warren Lyford DeLano og markedsført af DeLano Scientific LLC, som er et privat software-selskab, der laver brugbare redskaber, som bliver almindeligt tilgængelige til det videnskabelige og uddannelsesmæssige samfund. Det er velegnet til at lave højkvalitets 3D-billeder af små molekyler og biologiske makromolekyler såsom proteiner. Ifølge skaberen bliver næsten en fjerdedel af alle publicerede billeder af 3D-proteinstrukturer i den videnskabelige litteratur lavet ved brug af PyMOL.
PyMOL er et af få open source-visualiseringsredskaber tilgængelige for brug i strukturbiologi. Py-delen af softwarets navn henviser til, at det udvider og kan udvides af programmeringssproget Python.